# Malagasitalen
De Malagasitalen vormen een taalfamilie van elf talen binnen de Oost-talen. Veel bronnen, zoals de Verenigde Naties en de Van Dale, omschrijven alle elf Malagasitalen als één taal, het Malagassisch of Malagasi. Ethnologue beschouwt sinds ISO 639-3 het Malagassisch als een macrotaal bestaande uit elf zelfstandige talen. Daarvoor werden deze beschouwd als dialecten.
De sprekers van de Malagasitalen leven hoofdzakelijk in de Afrikaanse eilandnatie Madagaskar. De talen hebben een overduidelijke verwantschap met de Austronesische talen (en behoren er dan ook toe), meer bepaald met het Ma'anjan en het Landdajaks aan de midden- en bovenloop van de rivier Barito op Borneo. Wel zijn er ook duidelijke invloeden van de Bantoetalen.
De talen hebben veel leenwoorden overgenomen uit Bantoetalen en het Arabisch, en in mindere mate uit het Swahili, Engels en Frans. Het Merina, een dialect van het Plateaumalagasi, is het enige echte "officiële" Malagasi.
De Malagasitalen worden net als de Arabische, Baskische, Nahuatl-, Chinese- en Quechuatalen door velen als één taal beschouwd (het Malagassisch), maar zijn een taalgroep zonder veel intercommunicatie. Wél hebben ze meestal één overheersende taal, die dan wel overeenkomt met de beschrijvingen van de taal waarmee in feite de familie wordt bedoeld, voorbeelden daarvan zijn het Plateaumalagasi, maar ook het Cuzco-Quechua, het Mandarijn of het Standaardarabisch.

## Classificatie
De Malagasitalen zijn de meest westelijke leden van de Malayo-Polynesische tak van de Austronesische taalfamilie. De kenmerkende verschillen van de Malagasitalen met de naburige Afrikaanse talen werd al genoteerd in 1708 door de Nederlandse geleerde Adriaan Reland.
De Malagasitalen zijn verwant aan de Malayo-Polynesische talen van Indonesië, Maleisië, and de Filipijnen, en specifiek aan de oostbaritotalen gesproken in Borneo (bijvoorbeeld Ma'anjan), met schijnbaar invloed van vroeg Maleis. Er lijkt een Bantoe-invloed of substratum in de fonotaxis van de Malagasitalen te zijn (Dahl 1988).
| Decimale nummers       | 1           | 2      | 3     | 4      | 5     | 6     | 7     | 8     | 9        | 10              |
| ---------------------- | ----------- | ------ | ----- | ------ | ----- | ----- | ----- | ----- | -------- | --------------- |
| PAN, circa 4000 v.Chr. | *isa        | *DuSa  | *telu | *Sepat | *lima | *enem | *pitu | *walu | *Siwa    | *puluq          |
| Malagasi               | iray/isa    | roa    | telo  | efatra | dimy  | enina | fito  | valo  | sivy     | folo            |
| Ma'anjan               | isa         | rueh   | telo  | epat   | dime  | enem  | pitu  | balu  | su'ey    | sapulu          |
| Kadazan                | iso         | duvo   | tohu  | apat   | himo  | onom  | tu'u  | vahu  | sizam    | hopod           |
| Tagalog                | isá         | dalawá | tatló | ápat   | limá  | ánim  | pitó  | waló  | siyám    | sampu           |
| Ilokano                | maysá       | dua    | talló | uppát  | limá  | inném | pitó  | waló  | siam     | sangapúlo       |
| Chamorro               | maisa/håcha | hugua  | tulu  | fatfat | lima  | gunum | fiti  | guålu | sigua    | månot/fulu      |
| Maleis                 | satu        | dua    | tiga  | empat  | lima  | enam  | tujuh | lapan | sembilan | sepuluh         |
| Javaans                | siji        | loro   | telu  | papat  | limo  | nem   | pitu  | wolu  | songo    | sepuluh         |
| Tetun                  | ida         | rua    | tolu  | haat   | lima  | neen  | hitu  | ualu  | sia      | sanulu          |
| Fijisch                | dua         | rua    | tolu  | vā     | lima  | ono   | vitu  | walu  | ciwa     | tini, -sagavulu |
| Tongaans               | taha        | ua     | tolu  | fā     | nima  | ono   | fitu  | valu  | hiva     | -fulu           |
| Samoaans               | tasi        | lua    | tolu  | fa     | lima  | ono   | fitu  | valu  | iva      | sefulu          |

### Percentage overeenkomstige woordenschat

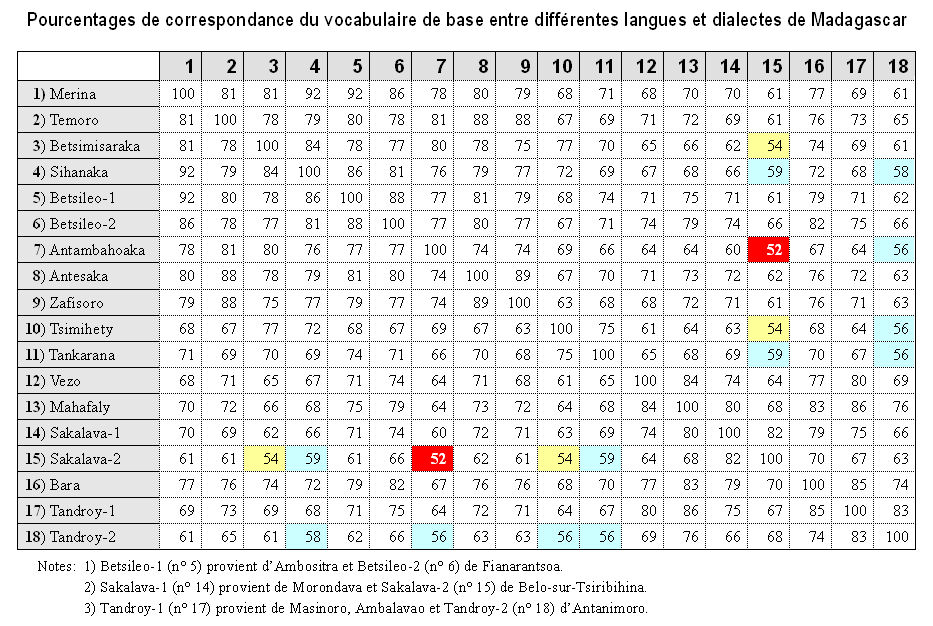
Overzichtje van intercommunicatie (Franstalig), er zijn zowel talen als dialecten in de tabel verwerkt.

## Talen
- Antankarana-Malagasi
- Bara-Malagasi
- Bushi
- Masikoro-Malagasi
- Noordelijk Betsimisaraka-Malagasi
- Plateaumalagasi
- Sakalava-Malagasi
- Tandroy-Mahafaly-Malagasi
- Tanosy-Malagasi
- Tsimihety-Malagasi
- Zuidelijk Betsimisaraka-Malagasi